# Hotel Le Méridien Fisherman's Cove
El Hotel Le Méridien Fisherman's Cove es un complejo hotelero en las islas Seychelles un estado insular del Océano Índico. El hotel está situado en la costa norte de la isla de Mahé, en el barrio de Bel Ombre. El hotel dispone de 68 habitaciones y suites. Además, el complejo cuenta con un jardín tropical y ofrece unas vistas impresionantes del mar. El hotel es el primero construido en las Seychelles y fue terminado en 1943.